# Церулоплазмин
Церулоплазмин — медь-содержащий белок (металлопротеин), присутствующий в плазме крови. В церулоплазмине содержится около 95 % общего количества меди сыворотки крови человека. Врожденный дефицит церулоплазмина приводит к дефектам развития головного мозга и печени. Был описан в 1948 году.

## Физические свойства церулоплазмина человека
Церулоплазмин человека, благодаря входящим в его состав ионам меди, имеет голубой цвет.
Средняя молекулярная масса колеблется в диапазоне 150 000—160 000 г/моль. На одну молекулу приходится 6-7 ионов меди (Cu+2).
До внедрения меди в белок он называется апоцерулоплазмин, после — холоцерулоплазмин.
Показано, что ген церулоплазмина человека подвергается альтернативному сплайсингу.
Основные аминокислоты церулоплазмина: аспарагиновая, глутаминовая, треонин, глицин, лейцин.

## Физиологическая роль
Церулоплазмин обнаруживается не только в плазме человека и приматов, но и у свиньи, лошади, козы, оленя, собаки, кошки и др. животных. Белок играет важную ферментативную роль — он катализирует окисление полифенолов и полиаминов в плазме.
Синтез церулоплазмина в печени осуществляют гепатоциты и скорость этого процесса регулируется гормонами. На протяжении всей жизни уровень этого белка в плазме остается стабильным, за исключением неонатального этапа и периода беременности у женщин.
Церулоплазмин не проникает либо слабо проникает через гематоэнцефалический барьер. В мозге человека белок производится определёнными популяциями глиальных клеток, связанных с микрососудами, а в сетчатке глаза — клетками внутреннего нуклеарного слоя. Астроцитами синтезируется особая форма церулоплазмина, порождённая альтернативным сплайсингом и содержащая GPI-якорь, она предположительно необходима для выведения железа из клеток ЦНС.

## Клиническое значение
Пониженный уровень церулоплазмина отмечаются при болезни Вильсона — Коновалова и болезни Менкеса. В первом случае это обусловлено нарушением процесса «нагрузки» апоцерулоплазмина медью вследствие мутации гена ATP7B. Во втором случае нарушен захват меди в кишечнике из-за мутаций гена ATP7A.
Концентрация церулоплазмина также возрастает при воспалительных процессах, травмах.
В ряде исследований отмечаются повышенные уровни церулоплазмина у больных шизофренией. В единственном на данный момент небольшом исследовании лиц с обсессивно-компульсивным расстройством также были отмечены повышенные уровни церулоплазмина.

## Исследования на животных
У мышей, нокаутных по церулоплазмину, отмечается отложение железа в мозжечке и стволе мозга, потеря дофаминергических нейронов, нарушение двигательной координации.